# 消防署長
消防署長（しょうぼうしょちょう）とは、消防署の長のことをいう。平時にあっては予防・警防業務全般を統括するとともに、災害時・有事にあっては消防本部の司令を受け、管内の出張所・署員を指揮して火災や救急など災害に対処する。

## 消防署長の概要
消防署長は、消防本部の長たる消防長の司令を受け、担任する消防署及び隷下の分署・分遣所・出張所に勤務する消防吏員を指揮して、災害鎮圧及び警防・予防を統括することを任務とする。類似する公職に警察署長があるが、警察署長はその階級が警視正であれば地方警務官として国家公務員の身分であるのに対して、自治体消防を基本とする消防制度にあっては消防署長はすべて地方公務員の身分である。
消防署長の職責は、総務省消防庁の定める消防吏員階級準則に則り制定される市町村ないし消防本部の条例・規則により、概ね消防監ないし消防司令長の階級にある吏員より任命される。
消防署長は、副署長及び部局である総務課長、警防課長、予防課長の補佐を受けて、消防署の業務を統括し本署・出張所配属の消火・救急・レスキュー各隊を指揮し火災鎮圧と傷病者の医療機関への搬送を指示する。

## 消防署長表彰（消防署長賞・消防署長感謝状含む）
消防署長は、消防や防災に功績ある消防吏員並びに消防団員（以下、消防職団員と略）とその家族、市民に対して表彰をしている。消防職団員に対しては表彰状を授与し、消防職団員の家族、または市民には感謝状を贈呈している。また、学校や管轄地域内で開催した火災予防コンクールなどでは消防署長賞を授与している。
消防職団員に対する表彰には、定例表彰と随時表彰があり、定例表彰では勤続年数と勤務成績により表彰し、随時表彰は職団員の災害出動などの実績に応じて随時表彰している。
特別区の消防団員が署長表彰を受彰した際は、第17号表彰歴章の佩用を許され、複数回受賞した場合、第17号歴章にクリスタルのダイヤ型を入れたものを佩用することができる。厳密には消防署長表彰と消防署長賞は区別されるが、概ね署長表彰は署長賞と略称・通称する場合も多い。

## 一日消防署長
消防署では、芸能人やスポーツ選手を1日消防署長として迎え、火災予防や防災思想の啓蒙にあたることがある。詳しくは一日署長を参照。

## 関連法令
消防法については該当項目を参照。

### 消防組織法
第13条
消防署の長は、消防署長とする。《改正》平18法064２　消防署長は、消防長の指揮監督を受け、消防署の事務を統括し、所属の消防職員を指揮監督する。

第15条の2
消防長及び消防署長は、政令で定める資格を有する者でなければならない。

第18条の3
消防本部を置く市町村においては、消防団は、消防長又は消防署長の所轄の下に行動するものとし、消防長又は消防署長の命令があるときは、その区域外においても行動することができる。

### 市町村の消防長及び消防署長の任命資格を定める政令
- 第2条 　消防組織法第十五条第二項 に規定する消防署長の政令で定める資格は、次に掲げるとおりとする。
- 一 　消防吏員として消防事務に従事した者で消防司令以上の階級にあつたもの
- その階級にあつた期間一年以上
- 二 　消防吏員として消防事務に従事した者で消防司令補以上の階級にあつたもの（前号に該当する者を除く。）
- その階級にあつた期間三年以上
- 三 　消防団員として消防事務に従事した者で、消防団の常備部（消防団の組織のうち、火災の警戒及び鎮圧のため常時消防署に準ずる態勢をとるものをいう。）の長の職又は消防団の副団長の職その他消防団におけるこれと同等以上とみなされる職にあつたもの
- その職にあつた期間が三年以上であり、かつ、消防大学校において消防庁長官が定める教育訓練を受けたこと。
- 四 　都道府県の消防事務に従事した者で、消防事務を処理する都道府県の内部組織の課においてその事務を分掌して課長を補佐する職その他都道府県の消防事務を処理する職でこれと同等以上とみなされる職にあつたもの
- その職にあつた期間が三年以上であり、かつ、市町村において消防吏員として消防事務に従事した期間（都道府県の消防学校において教員として専ら教育訓練に従事した期間を含む。）が一年以上であること。
- 五 　国の消防事務に従事した者で、消防庁の内部組織又は附属機関の課においてその事務を分掌して課長を補佐する職その他消防庁におけるこれらと同等以上とみなされる職にあつたもの
- その職にあつた期間が三年以上であり、かつ、市町村において消防吏員として消防事務に従事した期間（消防大学校において教官としてもつぱら教育訓練に従事した期間を含む。）が一年以上であること。
- 2 　消防大学校において消防庁長官が定める教育訓練を受けた者（前項第三号に該当する者を除く。）について前項の規定を適用する場合には、当該教育訓練の課程に応じ消防庁長官が定める期間は、同項第一号若しくは第二号に規定する期間又は同項第四号若しくは第五号に規定する消防吏員として消防事務に従事した期間に該当するものとみなすことができる。